# Pseudohadena commoda
Pseudohadena commoda là một loài bướm đêm trong họ Noctuidae.